# Stenanthemum liberum
Stenanthemum liberum är en brakvedsväxtart som beskrevs av Barbara Lynette Rye. Stenanthemum liberum ingår i släktet Stenanthemum och familjen brakvedsväxter. Inga underarter finns listade i Catalogue of Life.